# Marcin Bylica
Marcin Bylica (Olkusz, Koninkrijk Polen, 1433 - Boeda, Koninkrijk Hongarije, 1493) was een Poolse humanist, astroloog, astronoom en arts aan het hof van de Hongaarse renaissancekoning Matthias Corvinus.

## Biografie
Marcin was een burgerzoon, die in zijn jeugd de Latijnse school van Olkusz heeft bezocht en aansluitend een studie is gaan volgen, aan de universiteit van Krakau. Aan deze universiteit is hij zeer waarschijnlijk een student geweest van Marcin Król. Król was een Roetheens wiskundige,  astronoom, arts en professor aan de Universiteit van Krakau.
In 1463 werd hij door de Italiaanse astronoom, astroloog en professor Johannes Lauratius de Fundes gevraagd astronomie te onderwijzen aan de Universiteit van Bologna. In 1464 vertrok hij naar het Vaticaan en in Rome ontmoette hij Regiomontanus, beiden astronomen maakten samen astronomische tabelen en schreven er samen een boek. Dit boek was een commentaar op het eerdere werk van de 12e-eeuwse Lombardische -Castiliaans vertaler, astronoom en wetenschapper Gerard van Cremona, de belangrijkste vertaler van de Vertalersschool van Toledo. Het Latijnse werk van beide heren was genaamd:Disputationes inter Viennensem et Cracoviensem super Cremonensia in planetarum theoriae deliramenta (Nederlands: Dialogen tussen een Wener en een Krakauer over de Cremona's  gedachtegang over planetaire stelsels). De steden verwijzen natuurlijk naar de steden waar ze hadden gestudeerd: Bylica aan de eerder genoemde universiteit in Krakau en Regiomontanus aan de Universiteit van Wenen.
In 1465 werden Bylica en Regiomontanus gevraagd door de in dat jaar benoemde Primaat van Hongarije, Johannes Vitéz en diens Heeroom-zegger en de toenmalig bisschop van Pécs, Janus Pannonius om les te komen geven, aan de in dat jaar door Paus Paulus II, namens de renaissancekoning Matthias Corvinus van Hongarije opgerichte Universitas Istropolitana in Pozsony, in het toenmalige westen van dat land. Regiomontanus kreeg de Leerstoel voor het vak wiskunde en Bylica voor het vak astrologie. Tijdens werkzaamheden in het observatorium van Vitéz in diens Primaatspaleis in Esztergom maakten deze astrologen samen Tabulæ, astrologische kalenders of almanakken die geboortedata zouden voorspellen, hiervan verschenen in totaal 11 edities in boekvorm, waarvan de laatste in 1628 verscheen. 
In het voorjaar van 1468 werd Bylica de hofastroloog van de eerder genoemde Koning Matthias, nadat hij een dispuut had gewonnen, aan zijn universiteit in Pozsony. Dit dispuut werd bijgewoond door de koning zelf en edelen en wetenschappers van zijn hofhouding. Bylica won hiermee honderd florijnen en werd een van de trouwste adviseurs van de koning. 
Verder was Bylica een groot verzamelaar van boeken en astronomische instrumenten, waaronder zich boeken bevonden van de Saksische-Frankische Regiomontanus, de Opper-Oostenrijkse astronomische wetenschapper Georg von Peuerbach en van de Venetiaanse arts, astronoom en werktuigkundige Giovanni Dondi dell'Orologio. Deze objecten werden door hem geschonken per testament na zijn dood, aan de universiteit van Krakau waar hij gestudeerd had en waar zij tegenwoordig nog te vinden zijn. In zijn geboortestad is een straat naar hem vernoemd. 
- Gemeinsame Normdatei: 121290891
- International Standard Name Identifier: 0000 0003 9946 4288
- Library of Congress Control Number: n85802637
- Nationale Bibliotheek van Israël: 987007259245705171
- Système universitaire de documentation: 158643933
- Virtual International Authority File: 1475752
- WorldCat: E39PBJdcvf8ckftVrYfYJyvj4q